# Ботанический сад биологического факультета МГУ
Ботанический сад имени Петра I биологического факультета Московского государственного университета имени М. В. Ломоносова — старейшее научное ботаническое учреждение России. С 2022 г. Научно-образовательный центр растительных биоресурсных коллекций и современного растениеводства "Ботанический сад имени Петра I" биологического факультета МГУ имени М.В.Ломоносова  (НОЦ Ботанический сад имени Петра I). 

## Ботанический сад на Моховой
Первоначально для устройства ботанического сада в 1780 году П. С. Сумароковым был подарен университету дом с садом и оранжереями «за Красными воротами, на Ольховце». Однако ботанический сад университета был организован в 1785 году в другом месте — он входил в состав философского факультета и размещался на улице Моховой. В 1804 году в Университете была организована кафедра ботаники и, в связи со стесненностью положения Ботанического сада в центре города, в 1805 году Московским Университетом был приобретен «Московский аптекарский огород», принадлежавший в то время Медико-хирургической академии. Первым заведующим кафедры ботаники и директором Ботанического сада Московского университета был назначен Г.-Ф. Гофман, имеющий опыт директора Гёттингенского ботанического сада.
Во время пожара в Москве в 1812 году Ботанический сад на Моховой улице был уничтожен.

## Историческая территория ботанического сада на пр. Мира, 26 (сад лекарственных растений, аптекарский огород)
В 1706 году по указу Петра I на северной окраине Москвы, за недавно построенной Сухаревой башней, был заложен «Московский аптекарский огород» для выращивания лекарственных растений.
В краткой записке о ботаническом саде Московского университета, поданной А. Фишером в Правление Московского университета, было написано следующее: «Московский университетский Ботанический сад впервые рассажен был в царствование императора Петра I с целью воспитания лекарственных растений и принадлежал тогда медицинской коллегии, во владении которой, при всех последующих её преобразованиях, оставался до приобретения оного для Московского университета. Поныне ещё показывают в нём несколько хвойных дерев (пихту, ель, сосну) будто Августейшими руками, или по крайней мере под непосредственным наблюдением Петра Великого насаждённых для научения граждан в их различии» (ЦГИА г. Москвы, фонд 118: оп.8, д.4).
В 1950 году, когда университет закладывает сад на своей новой территории на Ленинских горах, ботанический сад на пр. Мира становится филиалом Ботанического сада Московского университета. Спецификой филиала остаются коллекции закрытого грунта.
31 мая 1973 года решением исполкома Моссовета № 20/8 филиал на проспекте Мира площадью 6,64 га объявляется памятником истории и культуры города Москвы.

## Ботанический сад на Воробьёвых (Ленинских) горах
15 марта 1948 года Совет министров СССР принял постановление о строительстве комплекса новых зданий для Московского университета на Ленинских (Воробьёвых) горах. Размещение нового здания биологического факультета на Ленинских горах потребовало организации новой территории для экспериментальных исследований подразделений биологического факультета, таким образом на новой территории Университета было запланировано создание «Агроботанического сада».
6 октября 1950 года ректором МГУ академиком А. Н. Несмеяновым был подписан приказ о закладке новой территории (более 30 га) Сада. Старая (историческая) территория сада на пр. Мира становится филиалом.
Первым директором объединённого Сада в 1950 году назначен заведующий кафедрой геоботаники профессор С. С. Станков. В 1952 году директором становится Н. А. Базилевская и вместе с архитектором В. Н. Колпаковой она участвует в разработке проекта разбивки территории, отведённой Саду.
Специализация сада новой территории — коллекции открытого грунта.
В первые годы становления нового Сада были организованы командировки и экспедиции для сбора растительного материала. Продуктивными были экспедиции в Среднюю Азию А. К. Скворцова и Т. Т. Трофимова в 1953 году и на Дальний Восток в 1954 году (с Ф. Ф. Рылиным). В посадках дендрария сохранились растения, привезённые в те годы: почти все представители семейства аралиевых, произрастающие в Приморском крае, включая жень-шень, ольхи, актинидии, жимолости и многие другие, а также множество травянистых растений: виды анемоны, интересные виды из семейства лилейных, адонис амурский. Много живых растений и семян привезли в Сад из Кавказской экспедиции 1959 года. Г. И. Черкасова из поездок в Волгоградскую, Луганскую и Воронежскую области в середине 1950-х годов привезла растения флоры среднерусских мелов, которые составили основу экспозиции «меловой горки». Эти экспедиции положили начало расширению ассортимента растений Ботанического сада, подобные экспедиции проводились и в дальнейшем.
В 1964 году директором Сада становится геоботаник И. М. Культиасов, а в 1967 году его сменяет сотрудник кафедры высших растений В. Н. Тихомиров, который и руководит садом в этой должности до 1987 года, в дальнейшем, до 1998 года, он выполняет функции научного руководителя.
В это время сад получает статус научного учреждения, и это позволило сосредоточить здесь научных сотрудников, ранее размещенных на нескольких кафедрах факультета.
Директором Сада в 1988—2016 годах являлся В. С. Новиков, с конца 1967 работавший в Саду сначала учёным секретарём, а с 1971 — заместителем директора по научной работе.
Ботанический сад включает три территории: основную (на Ленинских горах), историческую (г. Москва, пр. Мира, 26) и «Сад Травникова», расположенный во дворе дома 8 по Фрунзенской набережной.
В июле 2022 года ботанический сад биологического факультета МГУ преобразован в Научно-образовательный центр растительных биоресурсных коллекций и современного растениеводства «Ботанический сад имени Петра I» биологического факультета МГУ, что позволило включить в задачи научного подразделения реализацию основных и дополнительных образовательных программ, расширить направления научной деятельности по современным направлениям растениеводства, сельского хозяйства, охраны природы. Ботаническому саду присвоено имя Петра I, создавшего сад лекарственных растений (так называемый «Аптекарский огород»), ставший основой ботанического сада Московского университета.
В настоящее время сад возглавляет доктор биологических наук Владимир Викторович Чуб.

## Структура сада
В структуре сада существует несколько секторов (до 1999 г. — отделов):
- тропических и субтропических растений (на базе оранжерей исторической территории);
- систематики и географии растений;
- флоры и охраны генофонда;
- дендрарий;
- садовых растений.

### Коллекции сада
Коллекция дендрария насчитывает более 1000 видов и форм древесных растений.
Коллекция травянистых растений природной флоры России представлена на участках альпинария, систематики, полезных растений и в питомниках сада, и содержит около 2000 видов.
Декоративные растения экспонируются на участках сирингария, розария и коллекционных участках декоративных многолетников. Здесь показаны лучшие отечественные и зарубежные сорта роз, пионов (около 500 сортов), ирисов различных групп (более 700 сортов), флоксов (более 350 сортов) и др. Сирингарий ботанического сада включает свыше 130 сортов сирени отечественной и зарубежной селекции, в том числе 48 сортов селекции Виктора и Эмиля Лемуанов, и самое полное собрание сортов, выведенных Леонидом Колесниковым. Коллекция сирени Ботанического сада МГУ является одной из крупнейших в России.
В плодовом саду произрастают лучшие отечественные и зарубежные сорта плодовых и ягодных растений, часть которых выведена сотрудниками сада.
В оранжереях филиала Ботанического сада на Проспекте Мира экспонируется коллекция тропических и субтропических растений.